# Atmel AT89LV51
AT89LV51 este un microcomputer pe 8 biți, de voltaj mic, de înaltă performanță, cu 4K bytes de memorie flash. Memoria Flash permite ca memoria program să fie reprogramată în sistem sau de către un programator de memorie convențional nonvolatil. Combinând un CPU pe 8 biți versatil cu Flash pe un cip monolitic, Atmel AT89LV51 este un microcontroller puternic ce pune la dispoziție soluții avantajoase financiar fiind în același timp foarte flexibile pentru multe aplicații de control integrate. AT89LV51 are nivelul de funcționare între 2.7 volți și până la 6.0 volți.

## Caracteristici
- Compatibil cu produsele MCS-51
- 4k Bytes de memorie Flash reprogramabilă-Anduranță:1000 Cicluri de scriere/ștergere
- Operație Statică:0Hz până la 12MHz
- 128x8-Bit RAM intern
- 32 de linii programabile de I/O
- Două Timere/Countere pe 16 Biți
- Șase surse de întreruperi
- Canal serial programabil
- Sisteme pentru conservarea energiei și stingere

## Descrierea Pinilor

### Vcc
Sursă de curent continuu

### GND
Înpământarea

### Portul 0
Portul 0 este un port bidirecțional de intrare/ieșire. Ca un port de ieșire fiecare pin acceptă opt inputuri TTL. Când valoarea 1 este scrisă pe pinii portului 0, aceștia pot fi folosiți ca intrări de impedanță mare.
De asemenea portul 0 primește biții de cod în timpul programării Flash, și biții de output în timpul verificării programului.

### Portul 1
Bufferul de pe Portul 1 poate primi patru intrări TTL. Când valoarea 1 este scrisă pe pinii Portului 1,  se pot folosi ca intrări. Ca intrari, pinii Portului 1 vor genera curent.